# Boxholms IF
Boxholms IF är en idrottsförening från Boxholm i Östergötland grundad 1905. Klubben har 2022 ett representationslag för damer samt ett för herrar som båda spelar i diivision 4, samt ett flertal junior-, flick- och pojklag.Herrlaget leds säsongen 2022 av Rikard Blomdal och damlaget tränas av Adem Trumic.
Inom ishockey hade man ett seniorlag i spel redan under 1950-talet. Säsongerna 1960/1961, 1961/1962 nådde man Division II under två säsonger, en nivå som laget aldrig nådde igen.